# Kikkawa Tsuneie
Kikkawa Tsuneie (吉川 経家?; 1547 – 21 novembre 1581) è stato un samurai giapponese del periodo Sengoku, servitore del clan Mōri.

## Biografia
Tsuneie fu figlio di Kikkawa Tsuneyasu e come appartenente del clan Kikkawa era di conseguenza servitore del clan Mōri.
Fu inviato per assistere Yamana Toyokuni quando il dominio degli alleati Yamana fu invaso dal clan Oda alla fine del 1580. Sebbene Toyokuni scelse di fuggire piuttosto di affrontare gli Oda, Tsuneie occupò il castello di Tottori e ne organizzò la difesa. Il castello venne attaccato dalle forze Oda guidate da Hashiba Hideyoshi che lo pose sotto assediò dal maggio 1581 (vedi assedio di Tottori). A tal fine tutte le vie di rifornimento al castello furono bloccate. I difensori resistettero a tutti i tentativi di attacco al castello, ma presto il cibo iniziò a scarseggiare e la guarnigione fu ridotta a mangiare prima tutti i cavalli e poi l'erba. 
Alla fine Tsuneie, dopo circa 200 giorni d'assedio, si arrese e commise seppuku per risparmiare ulteriore sofferenza ai suoi uomini. 
L'assedio di Tottori è ricordato come uno dei più duri del periodo Sengoku.